# Patricia Blanquer Alcaraz
Patricia Blanquer Alcaraz (Alcoi, 12 de maig de 1973) és una economista i política valenciana, diputada al Congrés dels Diputats en la X, XI i XII Legislatures.

## Biografia
Llicenciada en Econòmiques i Empresarials per la Universitat d'Alacant i màster en Auditoria i Gestió Empresarial. Fins a 2012 ha estat professora associada en el Departament d'Estadística i Recerca Operativa Aplicada i de Qualitat (especialitat en econometria) de la Universitat Politècnica de València.
Militant del PSPV-PSOE, a les eleccions municipals espanyoles de 2007 fou candidata a l'alcaldia d'Alcoi, i fins a 2011 fou portaveu del grup municipal socialista i regidora d'Educació i Tercera Edat. En 2012 va substituir en el seu escó Leire Pajín Iraola, escollida diputada a les eleccions generals espanyoles de 2011. Ha estat portaveu de la Comissió d'Indústria, Energia i Turisme del Congrés dels Diputats. Fou reescollida a les eleccions de 2015 i 2016.